# Карлинский путепровод
Ка́рлинский путепрово́д — путепровод в Пушкинском районе Санкт-Петербурга. Переброшен через Киевское шоссе в створе Красносельского шоссе.
Прежде на этом месте был перекресток, оборудованный светофорами. В ходе расширения Пулковского шоссе с трех до шести полос здесь была создана путепроводная развязка. Путепровод был открыт 10 сентября 2011 года.
Генподрядчиком было ЗАО «ПО „Возрождение“».
30 июля 2019 года путепроводу присвоено название Карлинский — по соседней деревне Малое Карлино.